# Foresto Sparso
Foresto Sparso är en ort och kommun i provinsen Bergamo i regionen Lombardiet i Italien. Kommunen hade 3 119 invånare (2018).